# قلعه برست

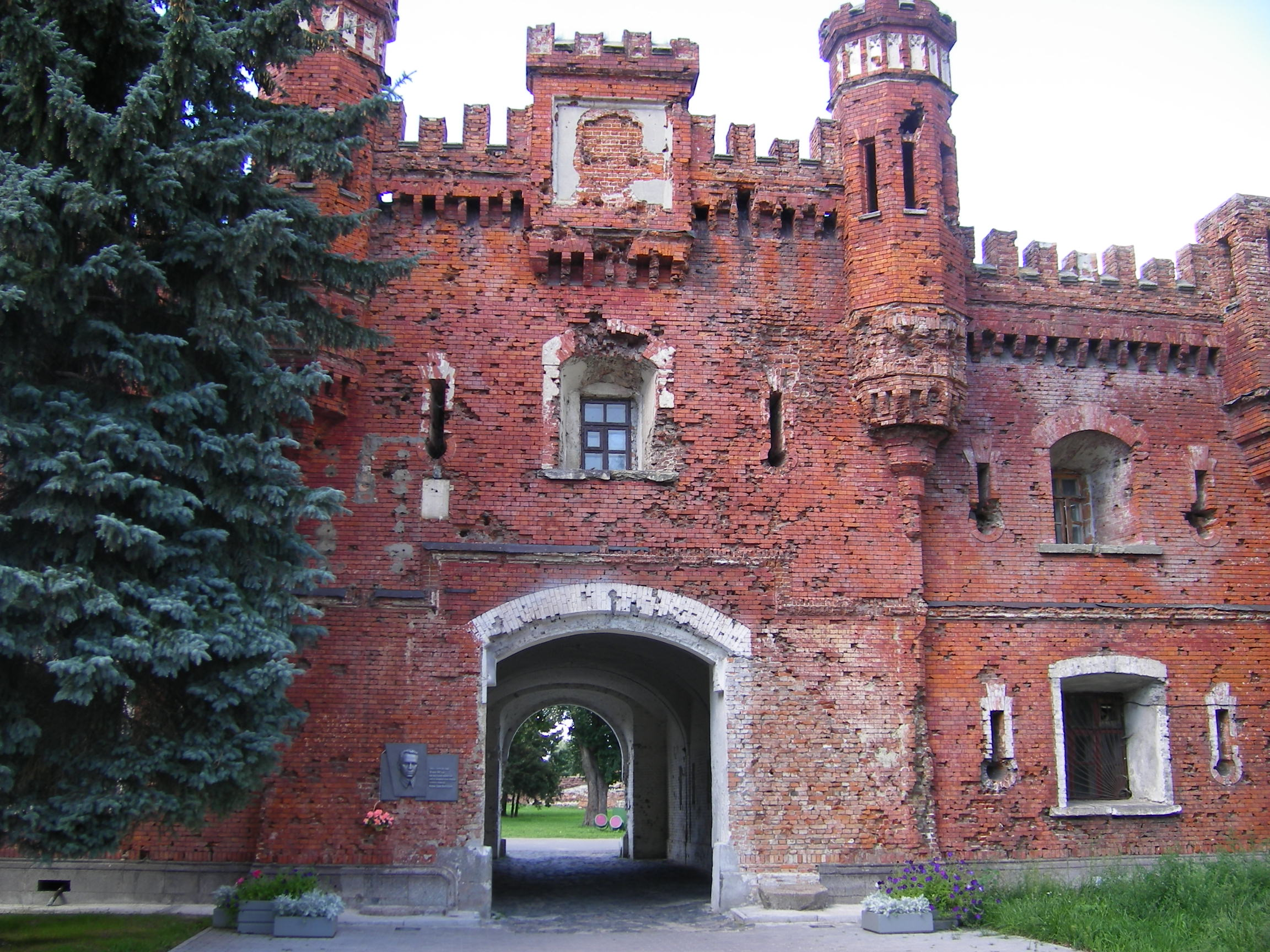
قلعه برست

قلعه برست (بلاروسی: Брэсцкая крэпасць) یک قلعه قرن نوزدهمی در برست، بلاروس، بلاروس است. در سال ۱۹۶۵، عنوان «قلعه قهرمان» به خاطر دفاع از سنگر مرزی در طول هفته اول عملیات بارباروسا هنگامی که در ۲۲ ژوئن ۱۹۴۱، نیروهای ویژه به اتحاد جماهیر شوروی سوسیالیستی حمله کردند، به این قلعه داده شد.